# Шибайголови
«Шибайголови» (англ. Renegades) — французько-німецький військовий бойовик 2017 року від режисера Стівена Куейла. Сценарій написали Люк Бессон та Річард Венк. У фільмі знімаються Салліван Степлтон, Джонатан Сіммонс та Чарлі Бьюлі. Прем'єра в українських кінотеатрах відбулася 5 жовтня 2017 року.

## Сюжет
Група спеціального призначення «Морські котики» вирушає на пошуки скарбів Третього рейху. Але легкі гроші завжди йдуть поряд з величезними проблемами і неприємностями.

## Акторський склад
- Салліван Степлтон[2]
- Джонатан Сіммонс[3]
- Чарлі Бьюлі[3]
- Диармід Мьорта[3]
- Алан Блейзевич[4] — Борис
- Сільвія Гукс[4]
- Джошуа Генрі[4]
- Димітрі Леонідас[4]
- Денис Лайонс[4] — Пілот повітряних сил
- Андрій Дойкіч[4] — сербський вартівник #1
- Юен Бремнер — Джим Рейні

## Цікаві факти
- Джошуа Генрі і Дж. К. Сіммонс виявилися єдиними американцями в акторському складі.
- Це другі спільні зйомки Саллівана Степлтона і Юена Бремнера, раніше вони знімалися в серіалі "Удар у відповідь".
- "The Lake" - перша назва фільму.[1]